# Сен Жулиен
Сен Жулиѐн (на френски: Saint-Julien) е село в югоизточна Франция, част от департамента Рон в регион Оверн-Рона-Алпи. Населението му е около .
Разположено е на 204 метра надморска височина в долината на Сона, на 32 километра северно от центъра на Лион и на 32 километра южно от Макон. Селището се споменава за пръв път през 1005 година, а днес е активен винарски център в областта Божоле.

## Известни личности
Родени в Сен Жулиен
- Клод Бернар (1813 – 1878), физиолог